# Corum Group
Corum Group — українська компанія. Виробник устаткування для гірничодобувної галузі України і світу. Входить до складу енергетичної компанії ДТЕК Енерго.

## Історія
Точкою відліку історії компанія вважає 1889 рік. Тоді було створено перший з чотирьох старійших заводів компанії «Донецькгірмаш», який займався ремонтом та виробництвом найпростішого шахтного обладнання. Два роки по тому, у 1891 році створюється завод «Світло шахтаря» у Харкові. Ще одне підприємство компанії «Дружківський машинобудівний завод» розпочало свою роботу в 1893 році. Тоді в Дружківці було закладено чавуноливарний і сталеливарний завод, який виготовляв рейки для залізниці. Початок масового виробництва гірничо-шахтного устаткування на заводі припадає на 30-ті роки XX століття. Ще через два роки, в 1895 році, почалося будівництво заводу в Горлівці, який був орієнтований на ремонт імпортної видобувної техніки, але практично відразу почав випускати власну продукцію. Підприємство отримало назву «Горлівський машинобудівник». У 1944 році був створений «Шахтспецбуд» — підприємство, яке спеціалізується на проходці гірських виробок в складних гірничо-геологічних умовах.
Саме ці підприємства стояли біля витоків механізації видобутку корисних копалин на території колишнього СНД і ряду європейських країн.
З 2006 року починається процес об'єднання і консолідації активів під одним ім'ям «Гірничі машини» (колишня назва компанії). У листопаді 2013 року компанія провела ребрендинг і стала називатися Corum Group.
Зауваження Від серпня 2014 року компанія не контролює підприємства «Донецькгірмаш», «Донецький енергозавод» і «Голівський машинобудівний завод» [Архівовано 5 березня 2016 у Wayback Machine.] з причини захоплення їх представниками угруповання ДНР. По факту даних дій у відповідні державні органи України були подані офіційні заяви.
У листопаді 2018 року компанія Corum Group уклала контракт з естонським концерном Viru Keemia Grupp (VKG) про поставку 8 підстанцій КТПВ. Підстанції КТПВ-400/6-0,69 УХЛ5 будуть відвантажені на сланцевидобувну шахту Ояма (Ojamaa), що входить в концерн Viru Keemia Grupp. Відвантаження підстанцій КТПВ-400 запланована на лютий-березень 2019 року. Це буде вже п'ята партія підстанцій, що відвантажується з 2014 року. Сумарно за цей період Corum Group поставила шахті 16 підстанцій типу КТПВ різних модифікацій.

## Підприємства
- Світло шахтаря
- Дружківский машинобудівний завод
- Шахтспецбуд
- Голівський машинобудівний завод
- Донецькгірмаш
- Донецький енергозавод
- Луганськдіпрошахт